# Aurel Procopianu-Procopovici
Aurel Procopianu-Procopovici (n. 1862, Vatra Dornei - d. 10 mai 1918, Cernăuți) a fost un botanist român. A contribuit la cunoașterea florei criptogamice, a plantelor superioare și a fitogeografiei⁠(d) României. A alcătuit prima hartă de vegetație a provinciilor românești.
În anul 1887 debutează cu publicarea unor contribuții la cunoașterea criptogamelor vasculare și orhidaceelor din Bucovina.
A urmat liceul în Vatra Dornei și studiile superioare la Universitatea din Cernăuți și Viena, urmând o carieră de profesor între 1887-1895 la Suceava. A lucrat la Grădina Botanică din București și apoi la Institutul Botanic (1905-1908). A fost membru al Societății Naturaliștilor din România și al Academiei Internaționale de Geografie Botanică din Le Mans, Franța, de la care a primit o Medalie Științifică.

## Lucrări[10]
- Beitrag zur Kenntniss der Gefăsskryptogamen der Bukowina. Von Aurel Procopianu-Procopovici, stud. phil. (Vorgelegt in der Versammlung am 6. Juli 1887). [Wien, 1887]. (22,5 x 14,5). 12 p. (Aus den Verhandlungen der K. K. Zoologisch-botanisch en Gesellschaft in Wien [Jahrgang 1887], p. 783-794) (II 393656)

(Descriere după titlul de la începutul textului.)
- Beitrag zur Kenntniss der Orchidaceen der Bukowina. Von A. Procopianu-Procopovici. Vorgelegt in der Versammlung am 2 April 1890). [Wien, 1890]. (22,5 x 14,5). 12 p. (Aus den Verhandlungen der k. k. zoologisch-botanischen Gesellschaft in Wien. [Jahrgang, 1890] besonders Abgedruckt, p. 185-196) (II 393657)
- Caracterul general al florei de pe moșia regală Broșteni. București (Carol Göbl), 1906. 8 p. (JL, 4(1907), nr. 1, ian., p. 32 ; VL, 1(1906), nr. 46, nov. 12, p. 8)
- Enumerația plantelor vasculare dela Stânca-Stefănesci. Recoltate de domnul Popovici A. Bâsnoșeanu, determinate de A. Procopianu-Procopovici. Bucuresci (Tipografia Speranța), 1901. (23x 15). 7 p. ("Publicațiunile Societăței Naturaliștilor din România". Extras din No. 2) (BCU-ClN 90827)
- A doua enumerație de plante vasculare dela Stânca-Stefănesci. Etliche Pflanzen der Schlangen Insel. A. Procopianu-Procopovici. Bucuresci (Tip. Speranța), 1902. (22,5 x 15,5). 12 p. (Extras din No. 3. "Publicațiunile Societăței naturaliștilor din România") (II 9924)

(Descriere după copertă. Primul studiu în l. română și germană. Cel de al doilea, numai în l. germană.)
- Florian Porcius. Activitatea lui Științifică, [de A. Procopianu Procopovici, Preparator la Institutul botanic dela Cotroceni]. București (Tip. Gutenberg, Joseph Göbl), [1906]. (23,5 x 16). 4 p. (Extras din "Natura", Revistă științifică de popularizare) (II 4087)

(Autorul, la p. 4. Tip., pe cop. 4. Pentru an, vezi și: VL, 1(1906), nr. 29, p. 8.)
- Floristisches aus den Gebirgen der Bukowina. Von A. Procopianu-Procopovici. (Vorgelegt in der Versammlung am 8. Janner 1890). [Wien, 1890]. (22,5 x 14,5). 2 p. (Aus den Verhandlungen der k. k. zoologisch-botanischen Gesellschaft in Wien [Jahrgang 1890) besonders Abgedruck, p. 85-86) (II 393654)
- Giganții regnului vegetal. Mic tratat de știință popularisată, scris la înțelegerea elevilor din școalele secundare. Cu 10 ilustrațiuni în text de A. Procopianu Procopovici. București, Edit. autorului (Inst. de Arte Grafice și Editură Minerva), 1906. (23 x 16). 16 p. cu il. 75 bani (fileri). (II 4046)
- Zur Flora von Suczawa. Von A. Procopianu Procopovici. (Vorgelegt in der Versammlung am 3. Februar 1892. [Wien, 1892]. (22,5 x 14,5). 4 p. (Aus der Verhandlungen der k . k. zoologisch-botanischen Gesellschaft in Wien [Jahrgang 1892] besonders Abgedruck, p. 63-66) (II 69593)

(Descriere după titlul de la începutul textului.)

### În colaborare:
- PANȚU, Z. C. și ~. Contribuțiuni la flora Ceahlăului. I. Regiunea alpină și subalpină București, 1901 ; II. Regiunea montană... București, 1902.
- PANȚU, Z. C. și ~. Ophrys Cornuta Siev. forma Banatica. București, 1901.
- Hurmuzachi, Constantin N.; Panțu, Zacharia C; Procopianu-Procopovici, Aurel; Radian, Simeon Ștefan Contribuțiuni la studiul faunei, florei și geologiei țărei  (Tipografia Speranța București, 1901)[11]